# Öppet fönster, Collioure
Öppet fönster, Collioure (franska: Fenêtre ouverte, Collioure) är en oljemålning av den franske konstnären Henri Matisse. Den målades 1905, är signerad "Henri Matisse" i nedre högerhörn och ingår sedan 1998 i National Gallery of Arts samlingar i Washington.
Målningen utfördes sommaren 1905 som Matisse tillbringade med André Derain i fiskebyn Collioure vid franska medelhavskusten. De gjorde samma höst skandalsuccé på salongen där de fick namnet Les fauves, ”vilddjuren”, ett namn som anspelade på målningarnas våldsamma onaturliga färgeffekter och de djärva förenklingarna. Förutom denna målning ställde Matisse bland annat ut Kvinna med hatt som var den som orsakade mest rubriker. 
Med sin klara färgfältsuppdelning är Öppet fönster, Collioure typisk för Matisses fauvistiska period. Matisse återkom flera gånger till motiv med fönster, till exempel Franskt fönster i Collioure från 1914. Den senare visar ett franskt fönster med svart bakgrund, lämnades ofullbordad och beskrevs av Louis Aragon som "den mest mystiska målning som någonsin målats". Den utfördes samma år som första världskriget bröt ut; samma år som kriget slutade målade Matisse ett fönster med betydligt ljusare palett (se bildgalleri).

## Bildgalleri

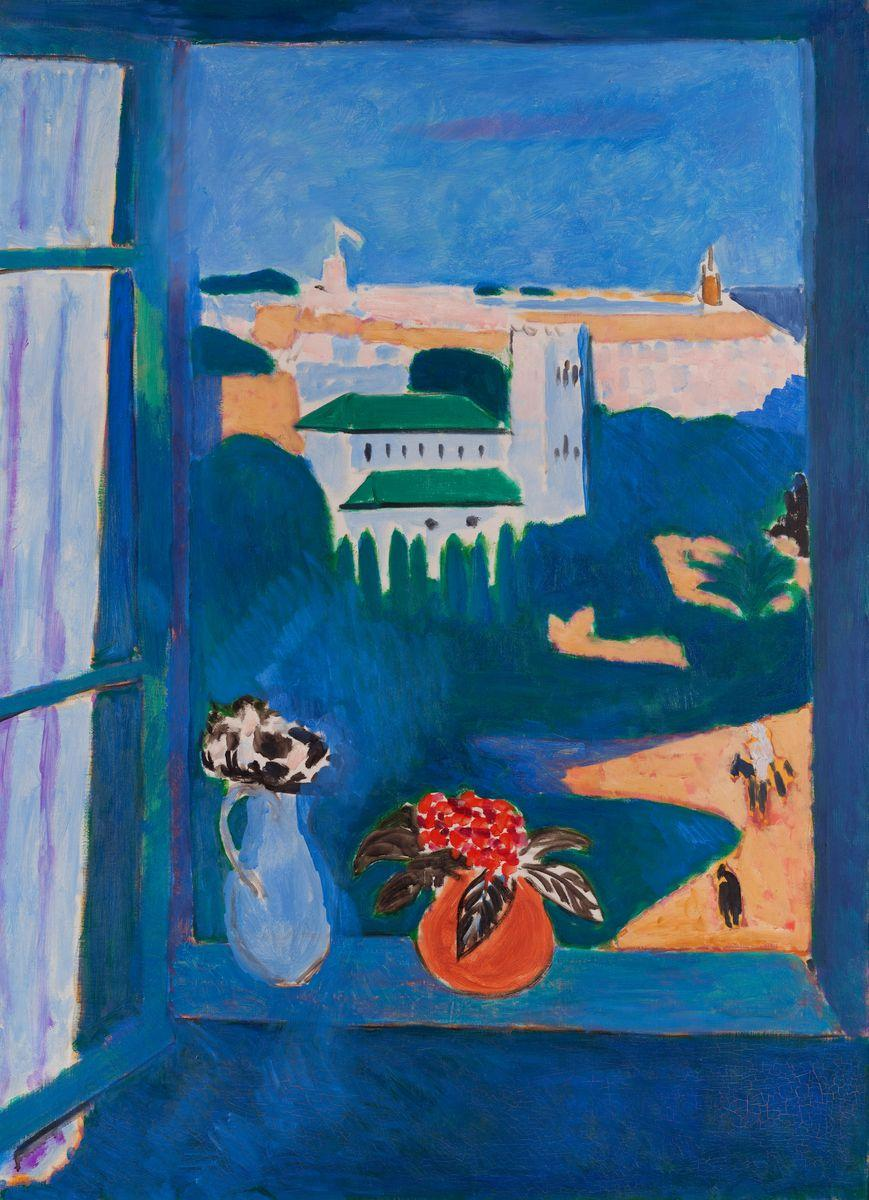
Utsikt från ett fönster eller Fönster i Tanger (1911–1912), Pusjkinmuseet.
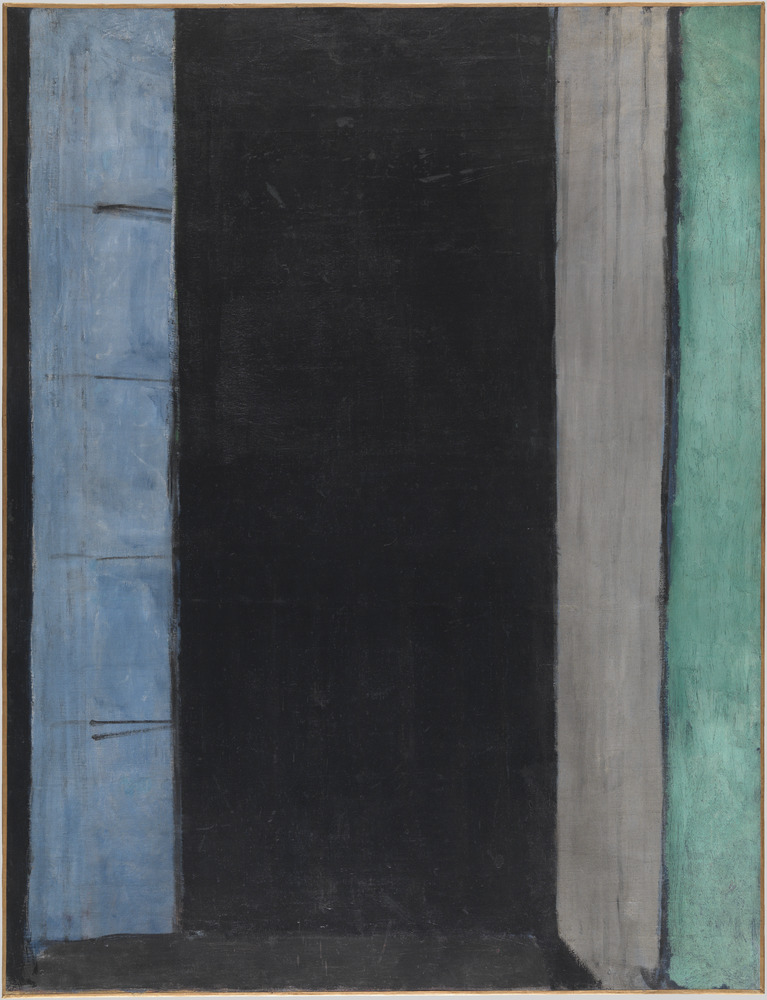
Franskt fönster i Collioure (1914), Centre Georges-Pompidou.
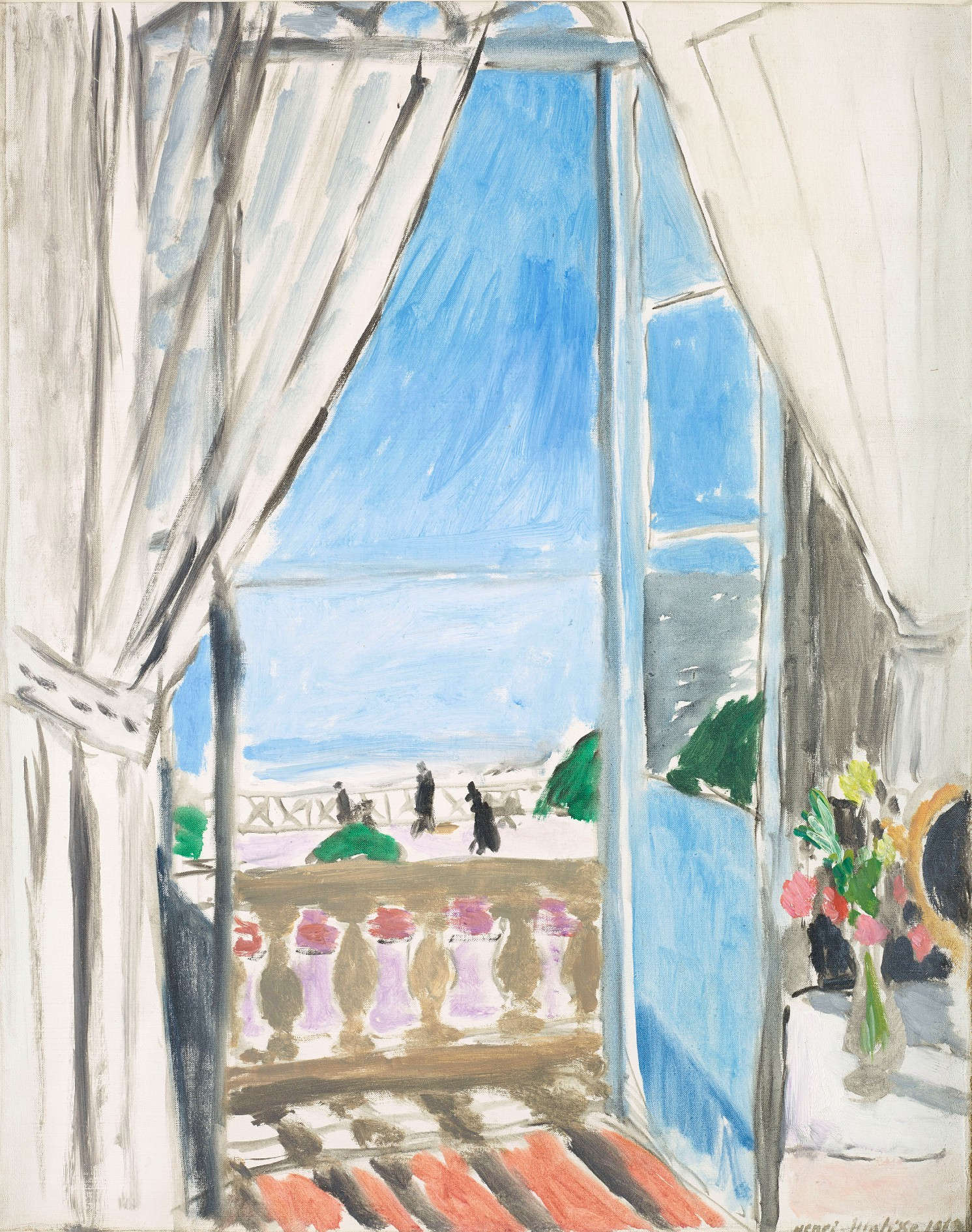
Öppet fönster (1919), Musée Albert-André.
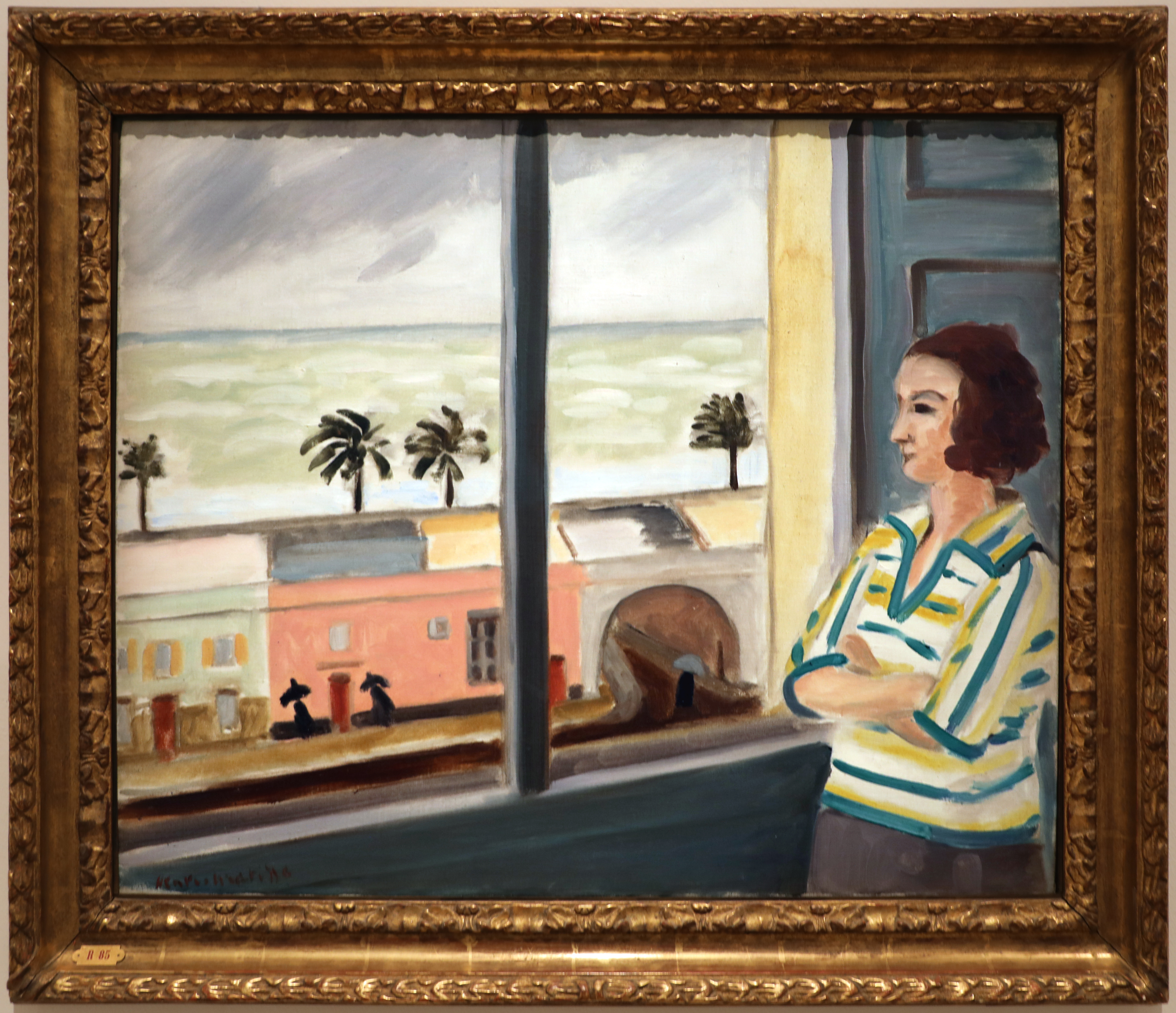
Ung kvinna betraktar havet (1923), Statens Museum for Kunst.